# Beatus de Liébana
Beatus de Liébana (n. 731 d.Hr., Liébana⁠(d), Cantabria, Spania – d. 19 februarie 798 d.Hr., Monastery of Santo Toribio de Liébana⁠(d), Cantabria, Spania) a fost un călugăr în Mănăstirea Liébana din Regatul Asturiei. Beatus este cunoscut pentru manuscrisele iluminate medievale care îi poartă numele.
Comentariul său la Apocalipsa lui Ioan a fost înscris în Registrul Memoria Lumii.